# Corpo de Bombeiros Militar do Estado do Amapá
O Corpo de Bombeiros Militar do Amapá (CBMAP) é uma Corporação cuja principal missão consiste na execução de atividades de Defesa Civil, Prevenção e Combate a Incêndios, Buscas, Salvamentos e Socorros Públicos no âmbito do Estado do Amapá.
Ele é Força Auxiliar e Reserva do Exército Brasileiro, e integra o Sistema de Segurança Pública e Defesa Social do Brasil. Seus integrantes são denominados Militares dos Estados pela Constituição Federal de 1988, assim como os membros da Polícia Militar do Estado do Amapá.

## Histórico

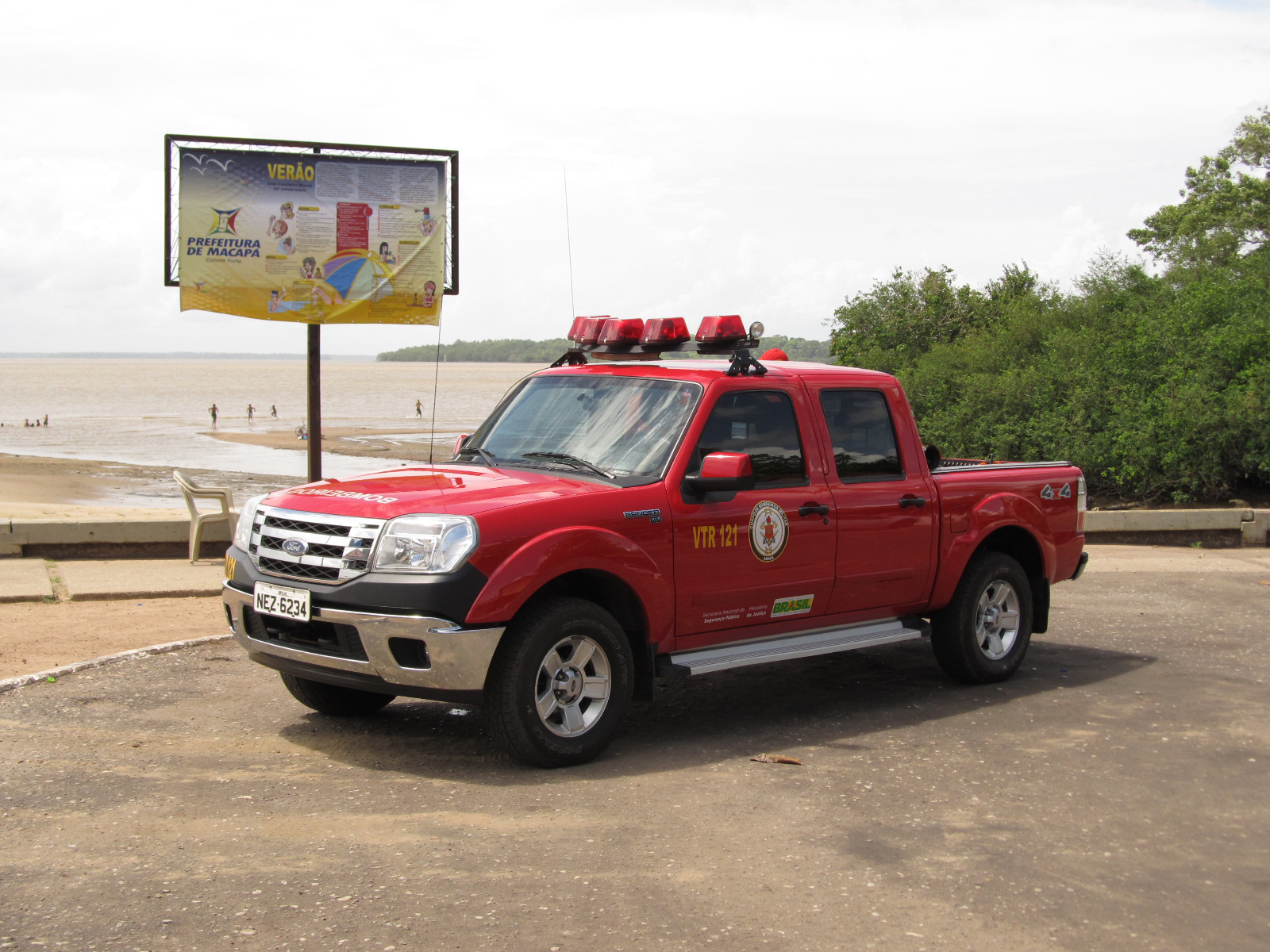

O primeiro serviço de combate a incêndios do Amapá surgiu com a implantação do GRUCI (Grupamento de Combate a Incêndio), constituído por pessoal civil ainda no antigo Território do Amapá.
Com a criação da Polícia Militar do Amapá em 1975, o efetivo do GRUCI passou a ser subordinado à PM; constituindo-se no 1º GI (Grupamento de Incêndios).
Em 1992 o Corpo de Bombeiros desvinculou-se da PMAP, passando a dispor de estrutura administrativa e financeira própria.

## Estrutura Operacional
- BBS (Batalhão de Busca e Salvamento)
- CEM (Companhia de Emergência Médica)

COC (Comando Operacional da Capital)
- 1ª CIBM (Companhia Independente de Bombeiro Militar); 2ª CIBM; 3ª CIBM; e 4ª CIBM.

COI (Comando Operacional do Interior)
- 5ª CIBM; 6ª CIBM; 7ª CIBM; e 8ª CIBM.

COE (Comando Operacional Especial)
- 9ª CIBM; 10ª CIBM; 11ª CIBM; e 12ª CIBM.